# Nauclea xanthoxylon
Nauclea xanthoxylon är en måreväxtart som först beskrevs av Auguste Jean Baptiste Chevalier, och fick sitt nu gällande namn av André Aubréville. Nauclea xanthoxylon ingår i släktet Nauclea och familjen måreväxter. Inga underarter finns listade i Catalogue of Life.